# 耶律霞兹
耶律霞兹（952年—1021年），字季宁，辽朝官员。
祖先出自辽太祖的兄长。其祖父南院大王耶律理，父亲宏帐郎君耶律达理。乾亨元年（979年），奉诏赴阙。九年后，奉宣向北，押达边口铺四年。得军马赴朝后。统和二十五年（1007年）十一月，授银青崇禄大夫、檢校工部尚书、右监门卫将军兼御史大夫、上柱国。八年后，诏授昭德军节度使、沈岩等州观察处置等使、加金紫崇禄大夫、检校司徒、使持节沈州诸军事、沈州刺史，封漆水县开国子，食邑五百户。开泰元年（1012年）加检校太保，转授御盏相公、契丹语一通，位进上将军。开泰四年（1015年），改任大室韦女骨太师。最后官至镇安军节度使、检校太保、使持节同州诸军事、同州刺史。他的夫人萧氏，奚国越宁之长妹。开泰八年（1019年）特授兰陵郡夫人。他的女儿，后嫁给萧琳为夫人。太平元年（1021年）去世，时年七十岁。